# Maury Muehleisen
Maurice T. "Maury" Muehleisen (Trenton, Nueva Jersey, 14 de enero de 1949 - Natchitoches, Luisiana, 20 de septiembre de 1973) fue un guitarrista y compositor estadounidense, conocido por su trabajo de estudio y acompañamiento en la música de Jim Croce. Falleció junto con Croce en un accidente de aviación.

## Primeros años
Maury nació como Maurice T. Muehleisen en una grande familia de Trenton. Aprendió a tocar el piano a la edad de 9 años y comenzó a tocar guitarra a los 17. Asistió a la Universidad de Rowan en Glassboro, Nueva Jersey.

## Carrera musical
Muehleisen escribió varias canciones y fue presentado a los productores Terry Cashman y Tommy West, quienes le ofrecieron producir un álbum de sus canciones.  Al mismo tiempo, Jim Croce se encontraba fuera de la industria musical, laborando en una serie de trabajos ocasionales.  Muehleisen y Croce fueron presentados por un amigo en común, y desarrollaron una relación inmediata y duradera. Con conciertos constantes y un público que iba creciendo, Muehleisen invitó a Croce a respaldarlo como guitarrista secundario en presentaciones locales del área de Filadelfia justo antes del lanzamiento del álbum Gingerbreadd de Capitol Records en noviembre de 1970. 
A pesar de que los resultados comerciales fueron mínimos, la música y composición de Muehleisen comenzó a tener un impacto significativo en el surgimiento de una nueva sofisticación estructural y atractivo comercial en el desarrollo musical de las propias composiciones de Croce.  El resultado fue un sonido capturado por la escasa producción de Cashman y West en los tres álbumes de Croce: You Don't Mess Around with Jim; Life and times; y I Got a Name, que se publicó póstumamente. 
El éxito comercial resultante de la música lanzó a Croce y a Muehleisen a 18 meses de giras frecuentes, tanto en los Estados Unidos como en el extranjero; siete apariciones en televisión nacional, incluyendo The Tonight Show, American Bandstand, The Dick Cavett Show y Helen Reddy Show; como acto de apertura de Randy Newman, Woody Allen y Loggins y Messina; y numerosas entrevistas de radio. Una sala de conciertos típica presentaba a Muehleisen y Croce en un dúo acústico de dos guitarras, tocando para audiencias  de hasta 10,000 personas (Ravinia Folk Festival de Chicago, julio de 1973). Ocasionalmente, el productor Tommy West se unía a ellos en el escenario, por lo general en las apariciones en televisión, tocando el piano. 
Con las giras constantes convirtiéndose en una rutina y un disco número uno en las listas ("Bad, Bad Leroy Brown"), Muehleisen y Croce regresaron a The Hit Factory de Nueva York en el verano de 1973 para grabar el tercer disco de Croce como solista.  Las sesiones de grabación se intercalaron entre las paradas de la gira, y la canción final se terminó el 14 de septiembre de 1973. La última grabación de Croce fue una canción escrita por Muehleisen, titulada "Salon and Saloon", una de las pocas canciones en los álbumes en solitario de Croce donde no estaba el compositor principal: el LP I Got a Name incluía otras dos melodías no escritas por Croce. 

## Muerte
Continuando con la gira, Muehleisen y Croce dejaron Nueva York hacia el sureste de los Estados Unidos. El jueves 20 de septiembre de 1973, estaban en Natchitoches, Louisiana, en la Northwestern State University. El piloto, Muehleisen, Croce, el comediante George Stevens (quien iba a dar el acto de apertura), el gerente de gira de Croce, Dennis Rast, y el gerente y agente de reservas Kenneth D. Cortose, llegaron en un pequeño avión fletado. Menos de una hora después del concierto, el avión se estrelló a las 10:45 pm, cuando despegaba para el próximo concierto en Sherman, Texas. Todos a bordo del avión murieron instantáneamente. El informe oficial del accidente decía que el piloto chárter tenía una enfermedad grave de las arterias coronarias, había corrido una parte de tres millas hasta el aeropuerto desde un motel, y pudo haber sufrido un ataque cardíaco que le hizo estrellar el Beechcraft E18S bimotor contra un nogal al final de una pista despejada con excelente visibilidad. A principios de la semana siguiente, Muehleisen fue enterrado en Trenton. 

## Preferencias en guitarras
Muehleisen tenía una preferencia entusiasta por Martin Guitars y usó un Martin D-18 y D-35 en sus grabaciones de estudio, tanto en Gingerbreadd como en los tres álbumes de Jim Croce. Muehleisen tenía un estilo natural de tocar los dedos que acentuaba los registros más altos de los Martin. Finalmente, tanto Muehleisen como Croce se convirtieron en algunos de los primeros artistas en usar guitarras Ovation, conocidas por el diseño sintético único "Lyrachord Bowl" en la parte posterior de la guitarra, instrumentos que a menudo se ven en sus apariciones televisivas posteriores. Muehleisen también agregó algo de guitarra eléctrica en I Got a Name. 

## Legado
El 20 de septiembre de 2006, 33 años después de su muerte, salió a la luz la primera reedición en CD nacional de su LP Gingerbreadd, junto con un CD complementario llamado Maury Muehleisen - Before the Ever Since, con grabaciones caseras y de estudio tempranas. Las notas sobre Gingerbreadd explican el título. Además de las primeras interpretaciones de la línea original de canciones de Gingerbreadd. El CD complementario incluye la grabación de guitarra solista original de Muehleisen de "Salon and Saloon" (la versión cantada por Croce fue acompañada sólo por Tommy West con piano). 
En un artículo del 12 de agosto de 2010 de la revista Inside New Jersey, la hermana de Muehleisen, Mary, habló sobre su música y su asociación con Croce.